# Cù lao Mây
Cù lao Mây hay còn gọi là Cù lao Lục Sĩ Thành nằm giữa dòng sông Hậu thuộc huyện Trà Ôn, tỉnh Vĩnh Long, Việt Nam.

## Di tích và thắng cảnh

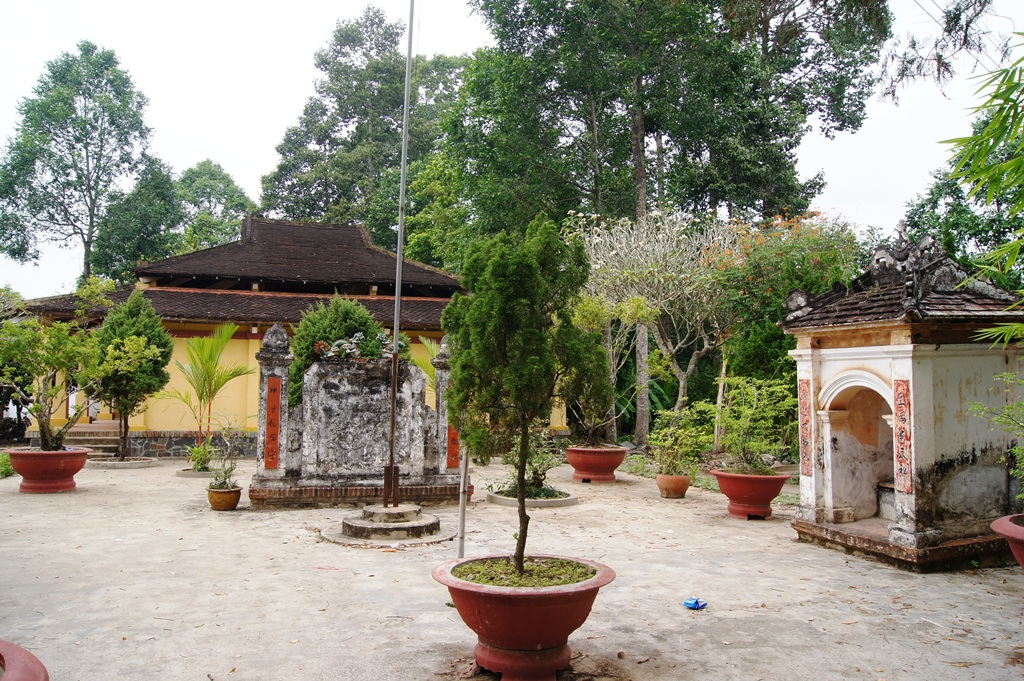
Đình Hậu Thạnh